# Jan van Calcar

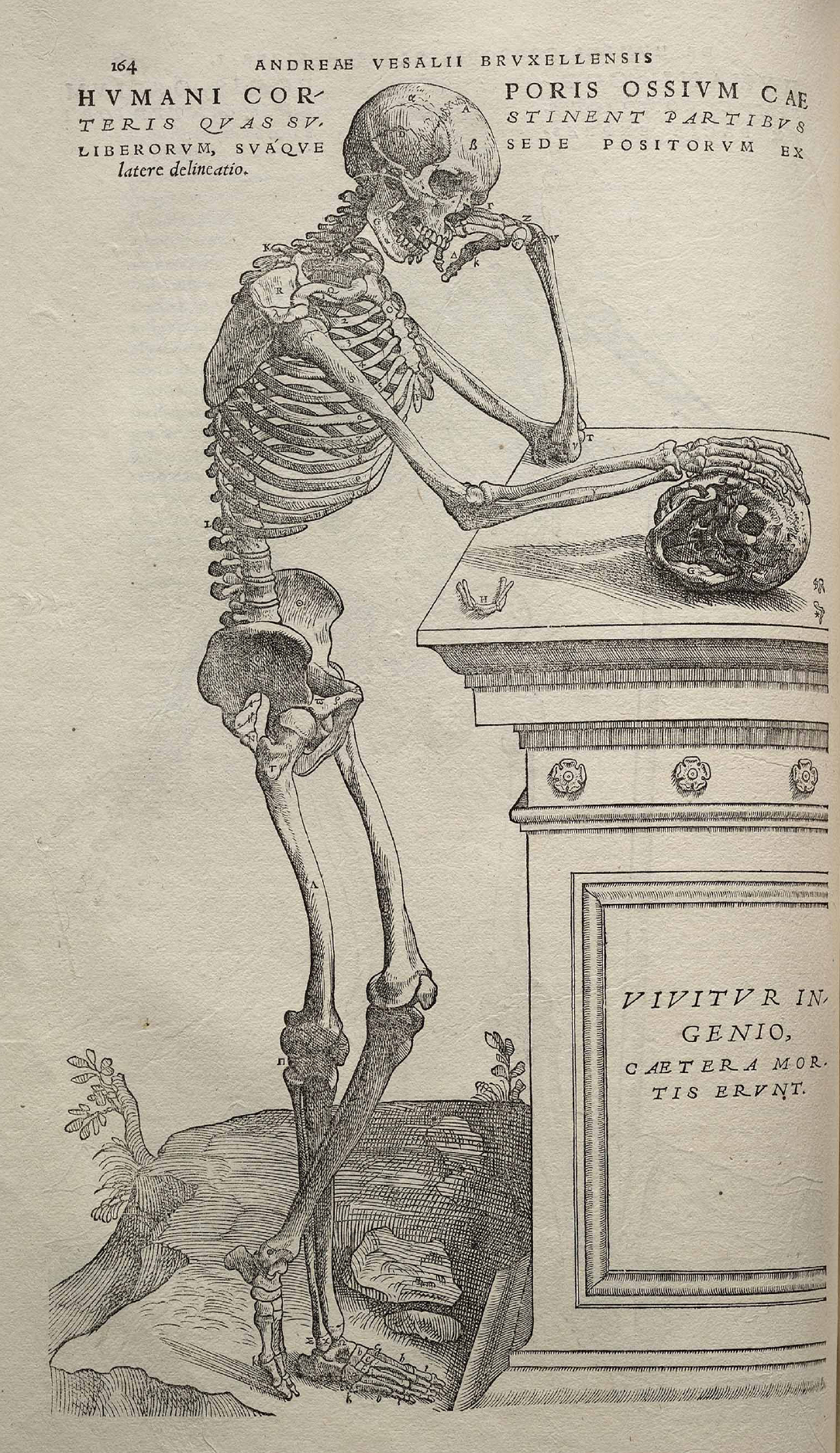
Ilustracja z De humani corporis fabrica (1543)

Jan van Calcar, wł. Giovanni da Calcar, łac. Joannes Stephanus Calcarensis (ur. ok. 1499 w Calcarze, zm. ok. 1546 w Neapolu) – niderlandzki malarz i rysownik, tworzący w Italii.

## Życiorys
Urodził się w Calcarze w księstwie Kleve. Od 1536 roku był uczniem Tycjana w Wenecji; wkrótce stał się jego doskonałym naśladowcą. Następnie udał się do Neapolu, gdzie pozostał do śmierci. Anegdotyczne przekazy głosiły, że jego kochanka pochodziła z Dordrechtu.
Według Giorgia Vasariego, Karela van Mandera i innych źródeł Jan van Calcar był autorem drzeworytów ilustrujących prace anatomiczne Wesaliusza, w tym Tabulae anatomicae sex (Wenecja, 1538) oraz De humani corporis fabrica (Bazylea, 1543). Rozpreparowane ludzkie ciała na tych ilustracjach często były przedstawione w alegorycznych pozach. Prawdopodobnie sporządził też inicjały do tego dzieła.
Pozostawił też autoportret. Autorstwo wielu przypisywanych mu dzieł podawano w wątpliwość. Bywał mylony z Janem Joestem van Kalkarem.